# Copa Hopetoun

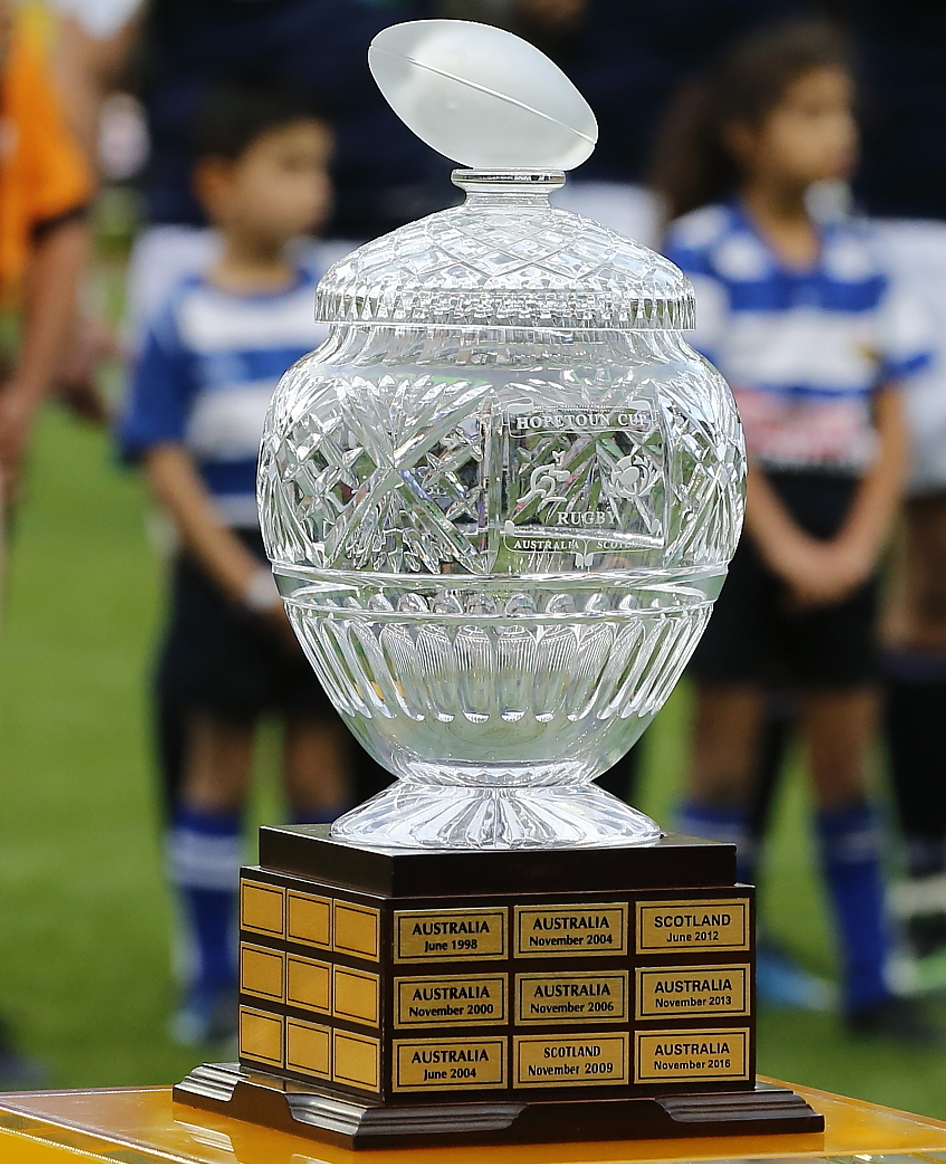
Imagen del trofeo para el ganador.

La Copa Hopetoun es un torneo de rugby disputado entre las selecciones de Australia y la de Escocia.
Su primera edición fue en 1998, en homenaje a The Earl of Hopetoun, primer gobernador general de Australia en 1901.
En la última edición en noviembre de 2024, Escocia consigue el título al vencer 27 a 13 en Edimburgo.

## Ediciones
| Edición | Año     | Ganador   | Resultado de la serie |
| ------- | ------- | --------- | --------------------- |
| I       | 1998    | Australia | 2-0                   |
| II      | 2000    | Australia | 1-0                   |
| III     | 2004-I  | Australia | 2-0                   |
| IV      | 2004-II | Australia | 2-0                   |
| V       | 2006    | Australia | 1-0                   |
| VI      | 2009    | Escocia   | 1-0                   |
| VII     | 2012    | Escocia   | 1-0                   |
| VIII    | 2013    | Australia | 1-0                   |
| IX      | 2016    | Australia | 1-0                   |
| X       | 2017    | Escocia   | 1-0                   |
| XI      | 2017-II | Escocia   | 1-0                   |
| XII     | 2021    | Escocia   | 1-0                   |
| XIII    | 2022    | Australia | 1-0                   |
| XIV     | 2024    | Escocia   | 1-0                   |

## Palmarés
| Australia | 8 Trofeos |
| Escocia   | 6 Trofeos |

Nota: El trofeo 2024 es el último torneo considerado